# Humperdinckstraße
Die Humperdinckstraße in Siegburg ist eine Gemeindestraße in der Innenstadt. Sie ist benannt nach dem Siegburger Komponisten Engelbert Humperdinck. Sie ist großteils Wohnstraße ohne Gewerbeeinheiten.

## Lage
Die Humperdinckstraße führt von der Ringstraße zur Kaiserstraße. Mittig kreuzt die Friedrich-Ebert-Straße. Im nördlichen Teil kreuzt die Landesstraße 16 bzw. Heinrichstraße.

## Öffentliche und sonstige Einrichtungen
In der Humperdinckstraße liegen das Krankenhaus von Siegburg, das Helios Klinikum Siegburg, die Grundschule Innenstadt und die Volkshochschule des Zweckverbands Rhein-Sieg.
Im Gebäudekomplex der Volkshochschule (Haus Nr. 27) (von 1888 bis 1925 Standort des Siegburger Lehrerseminars, danach von 1933 bis 1970 Standort des Staatlichen Jungengymnasiums Siegburg) befinden sich unter anderem auch die Musikschule der Engelbert-Humperdinck-Gesellschaft mbH, das Abendgymnasium Rhein-Sieg, eine staatlich anerkannte, private Berufsfachschule für darstellende Bühnenkunst, die Schauspielschule Siegburg, und deren Lehrbühne, das private Theater Studiobühne Siegburg.

## Baudenkmäler
Die Straße hat ein besonderes Flair durch ihre denkmalgeschützten Wohnhäuser aus der Zeit um 1900.

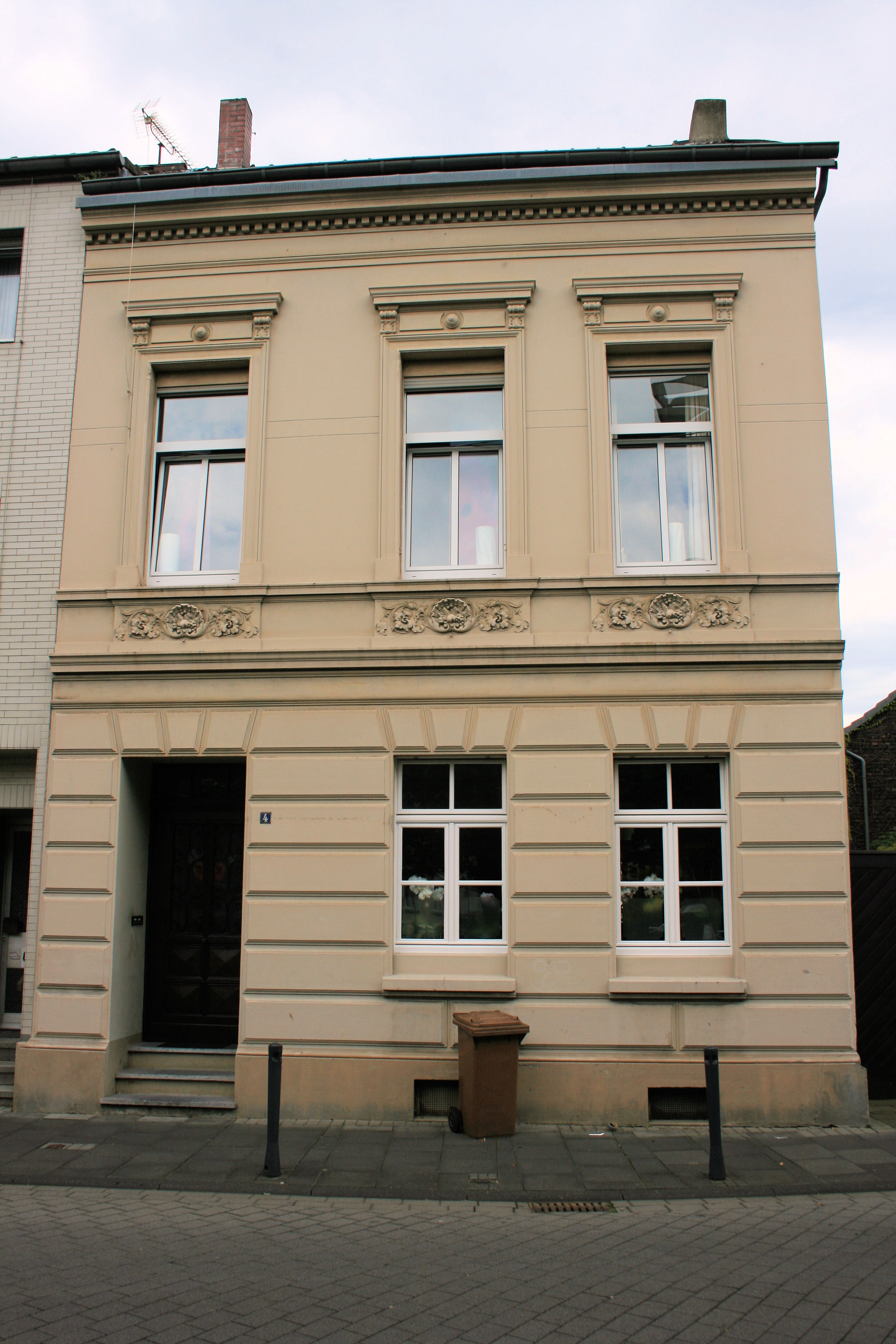
Haus Nr. 4
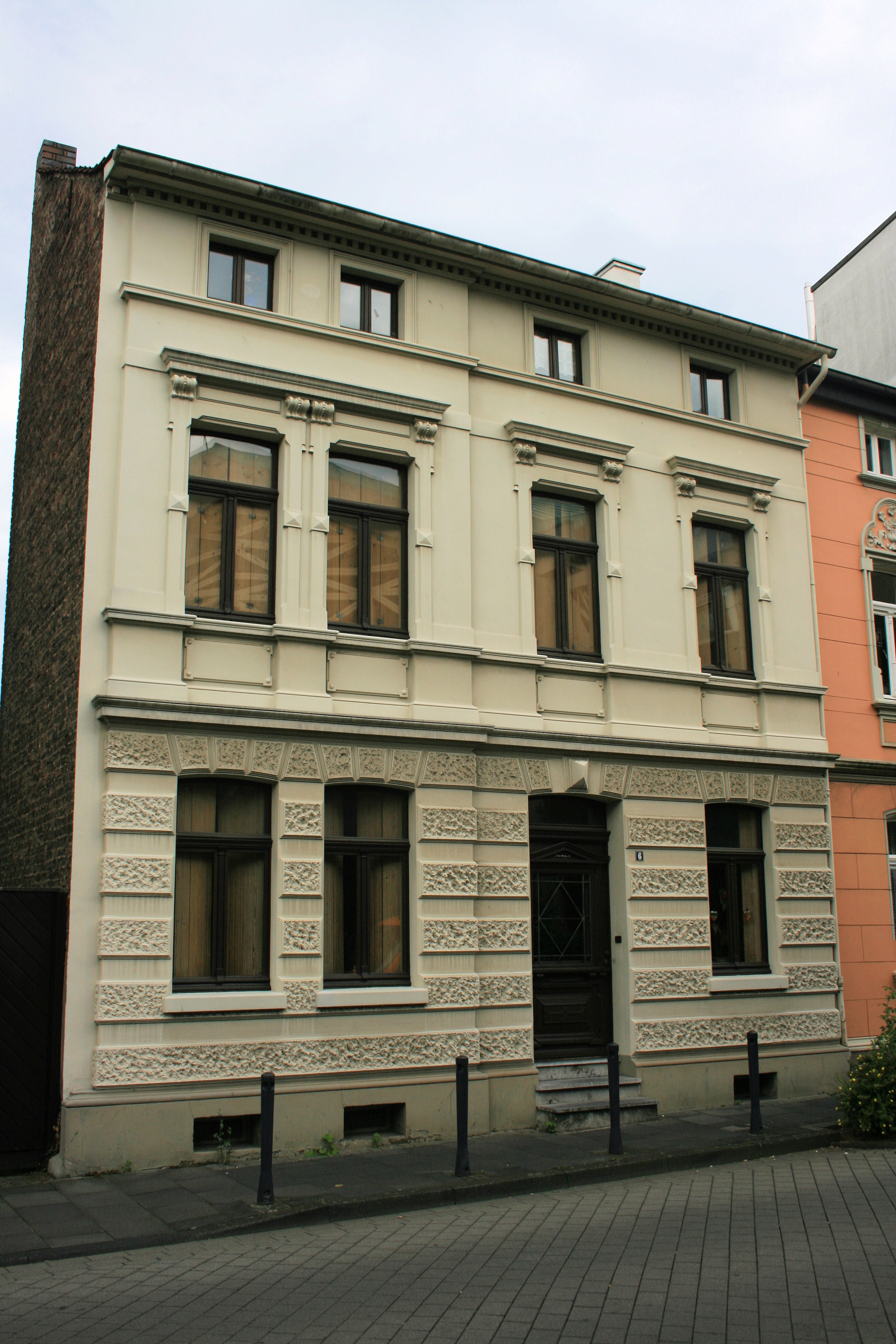
Haus Nr. 6
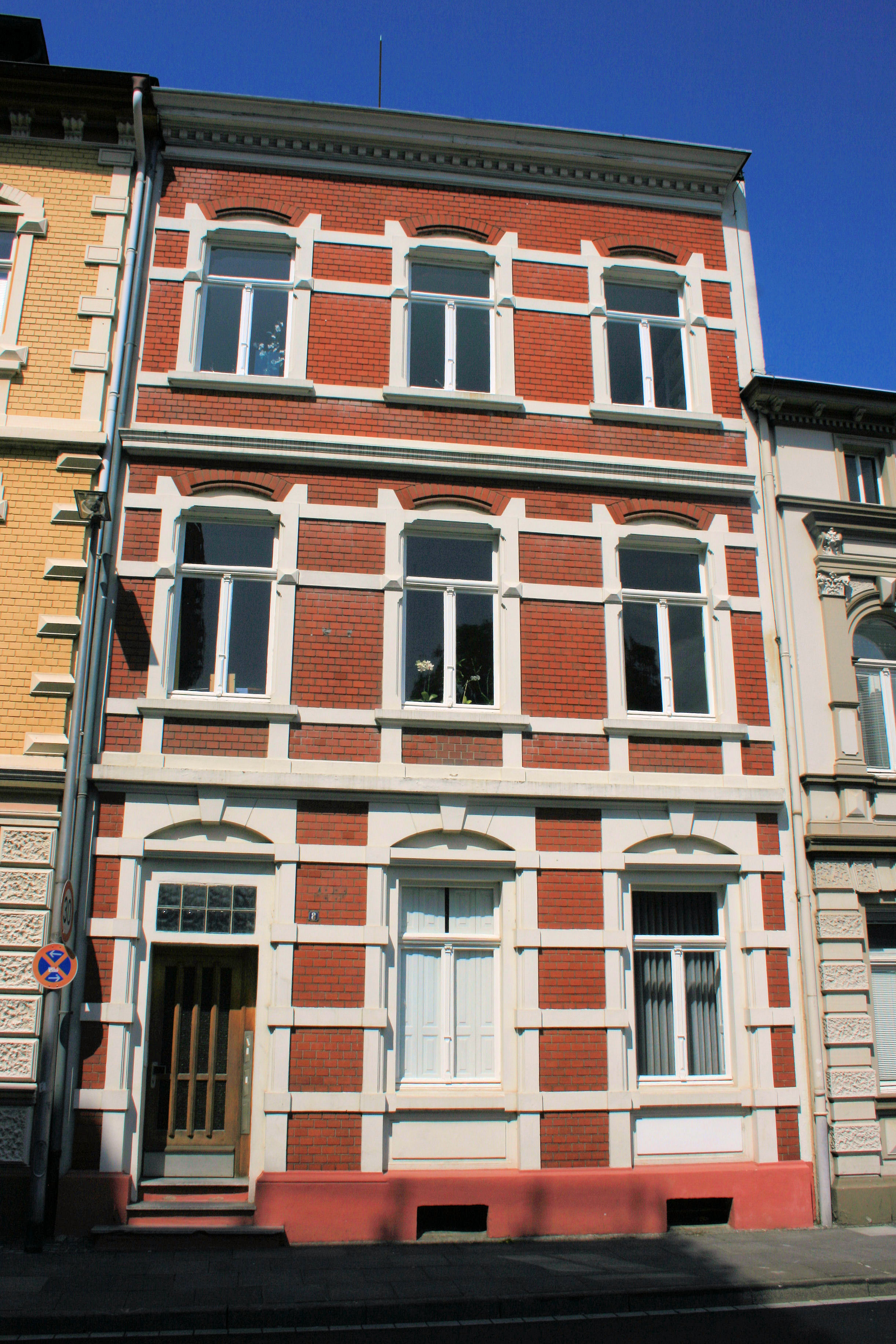
Haus Nr. 8
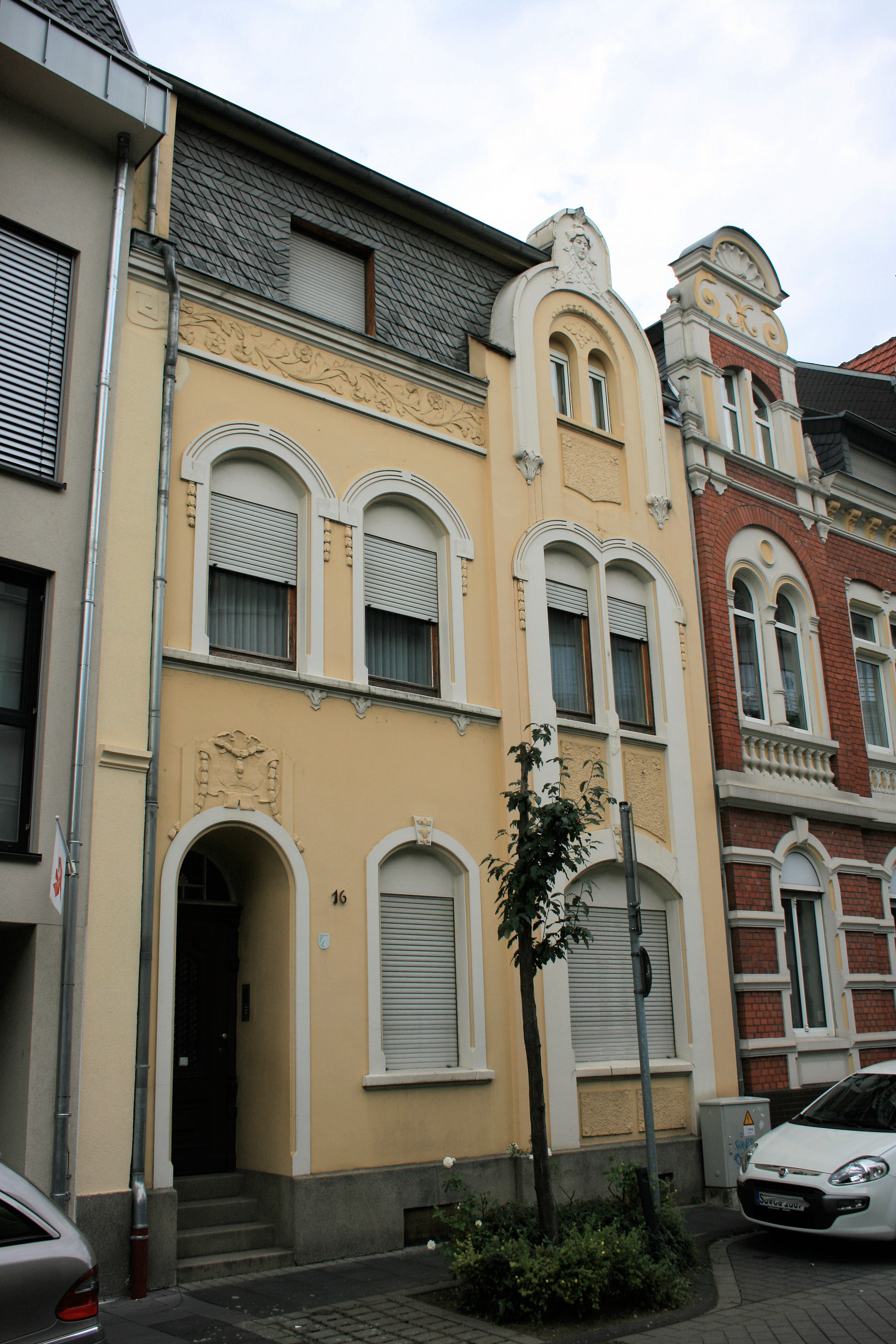
Haus Nr. 16
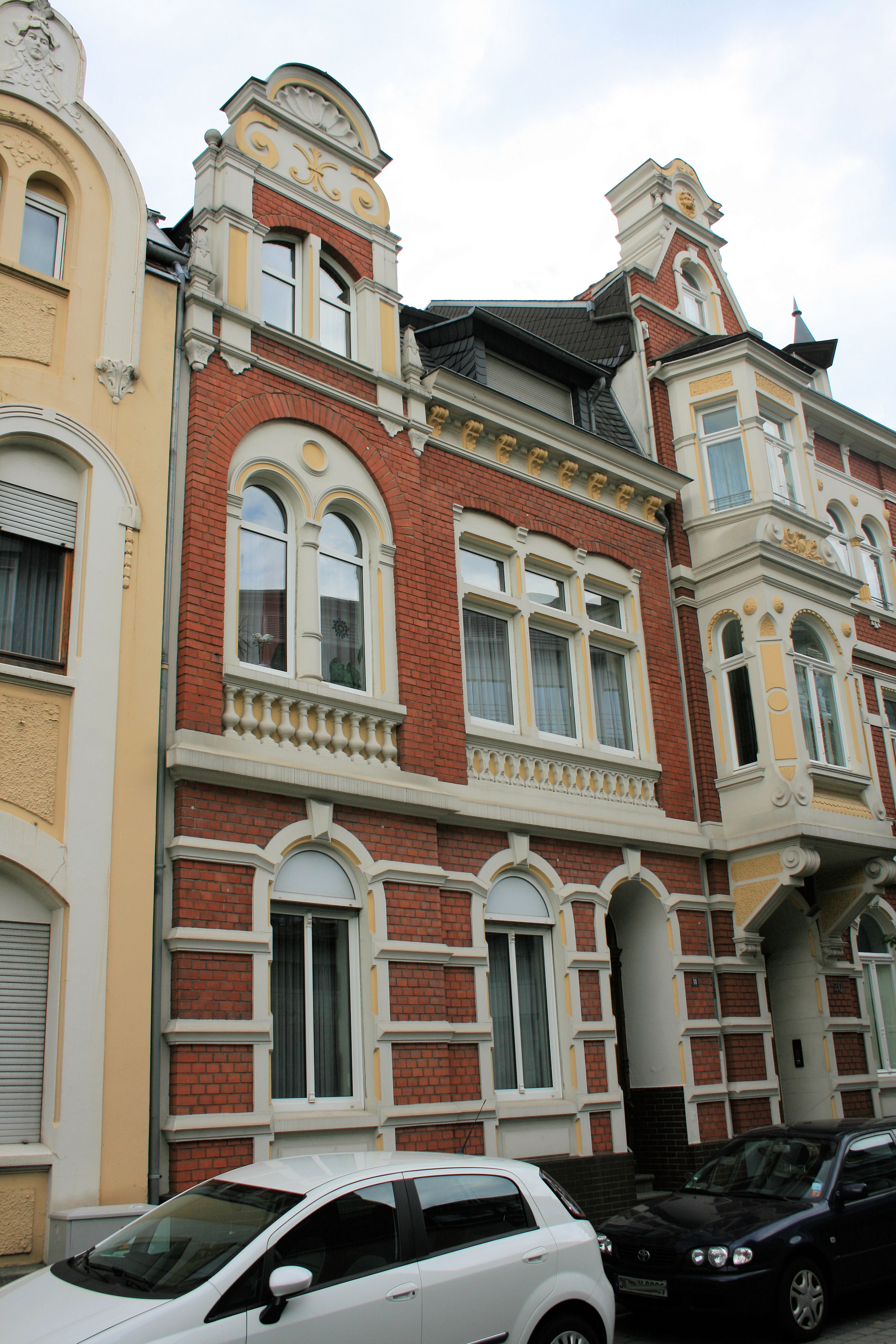
Haus Nr. 18
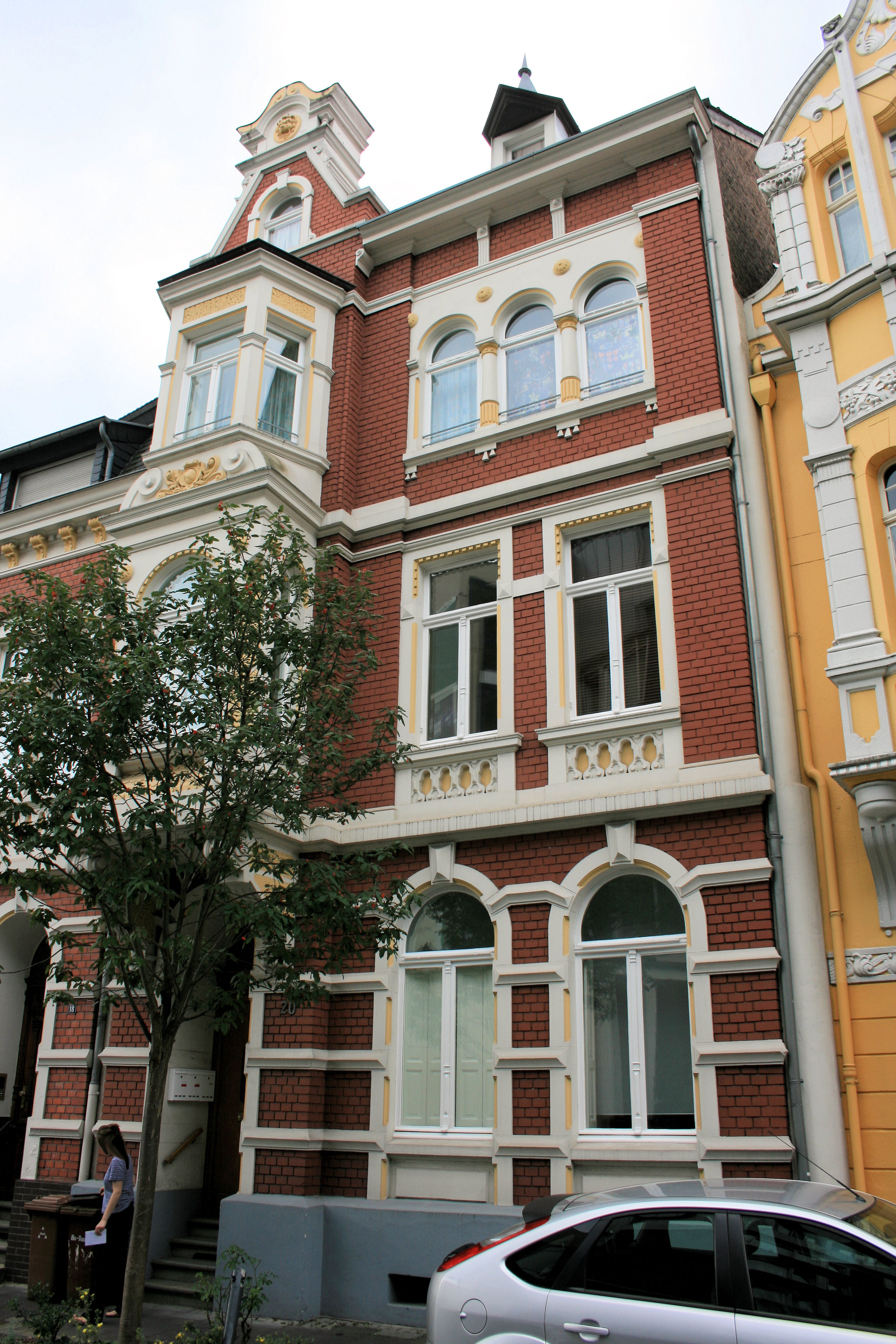
Haus Nr. 20
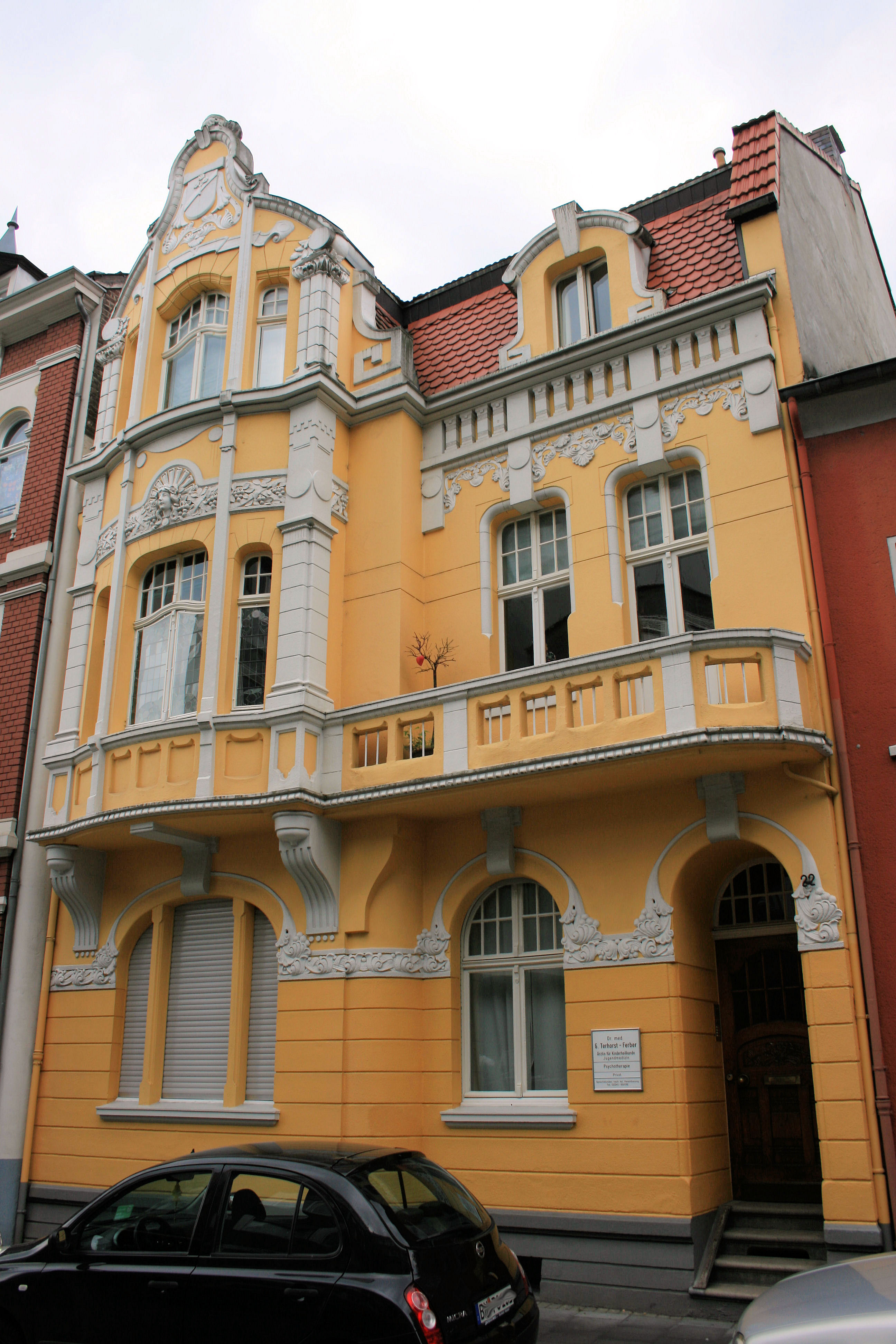
Haus Nr. 22
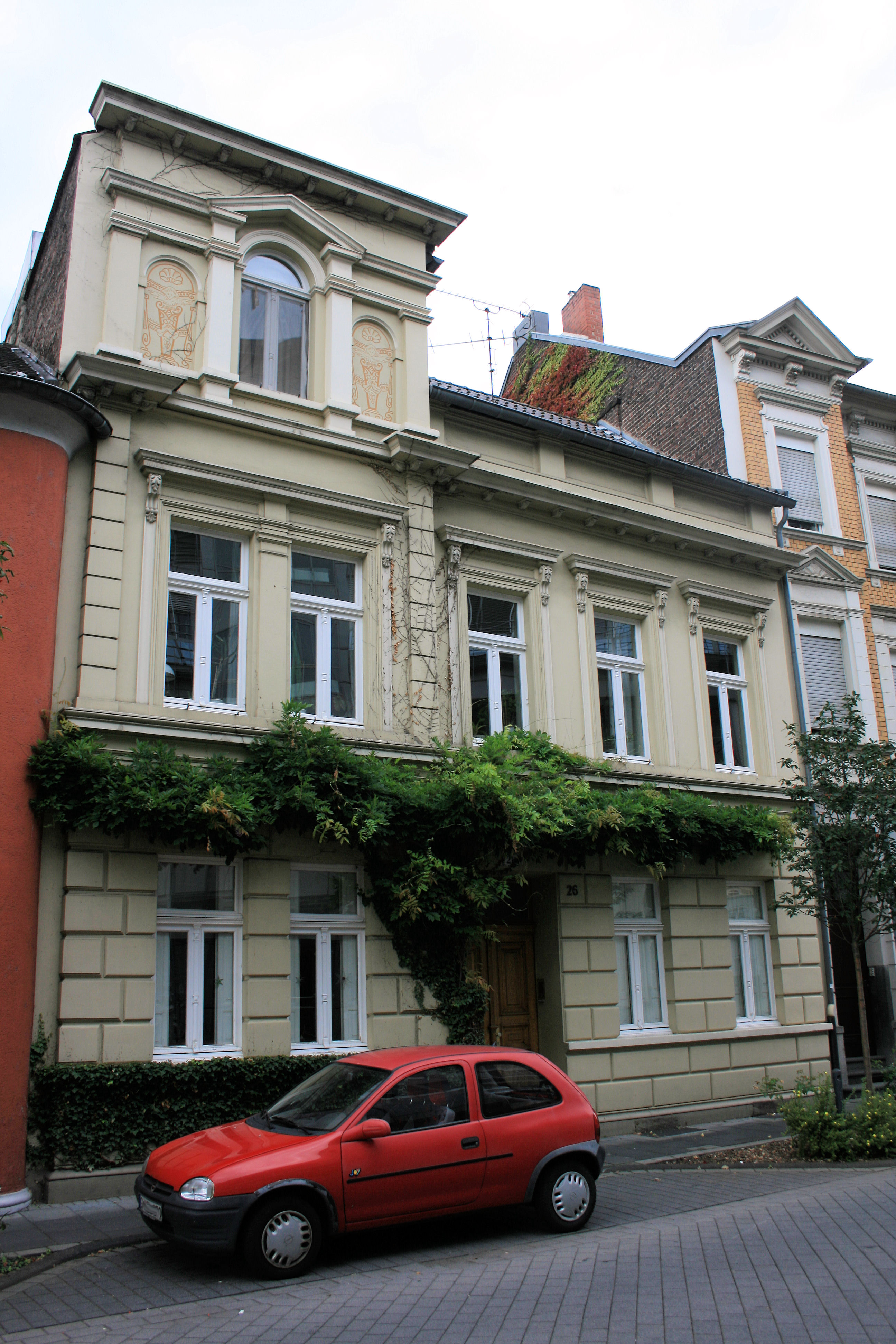
Haus Nr. 26
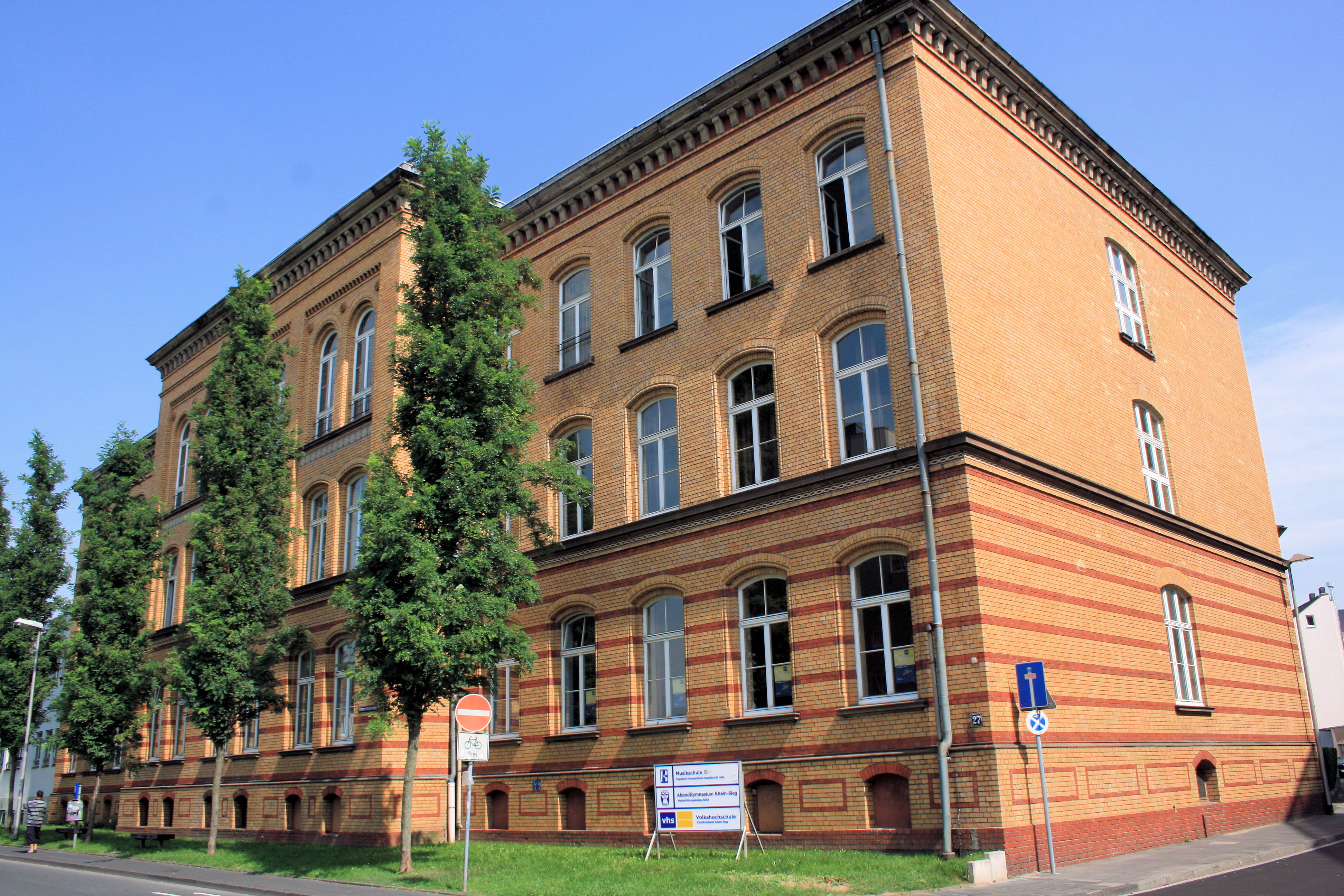
Die Volkshochschule, früher Gymnasium
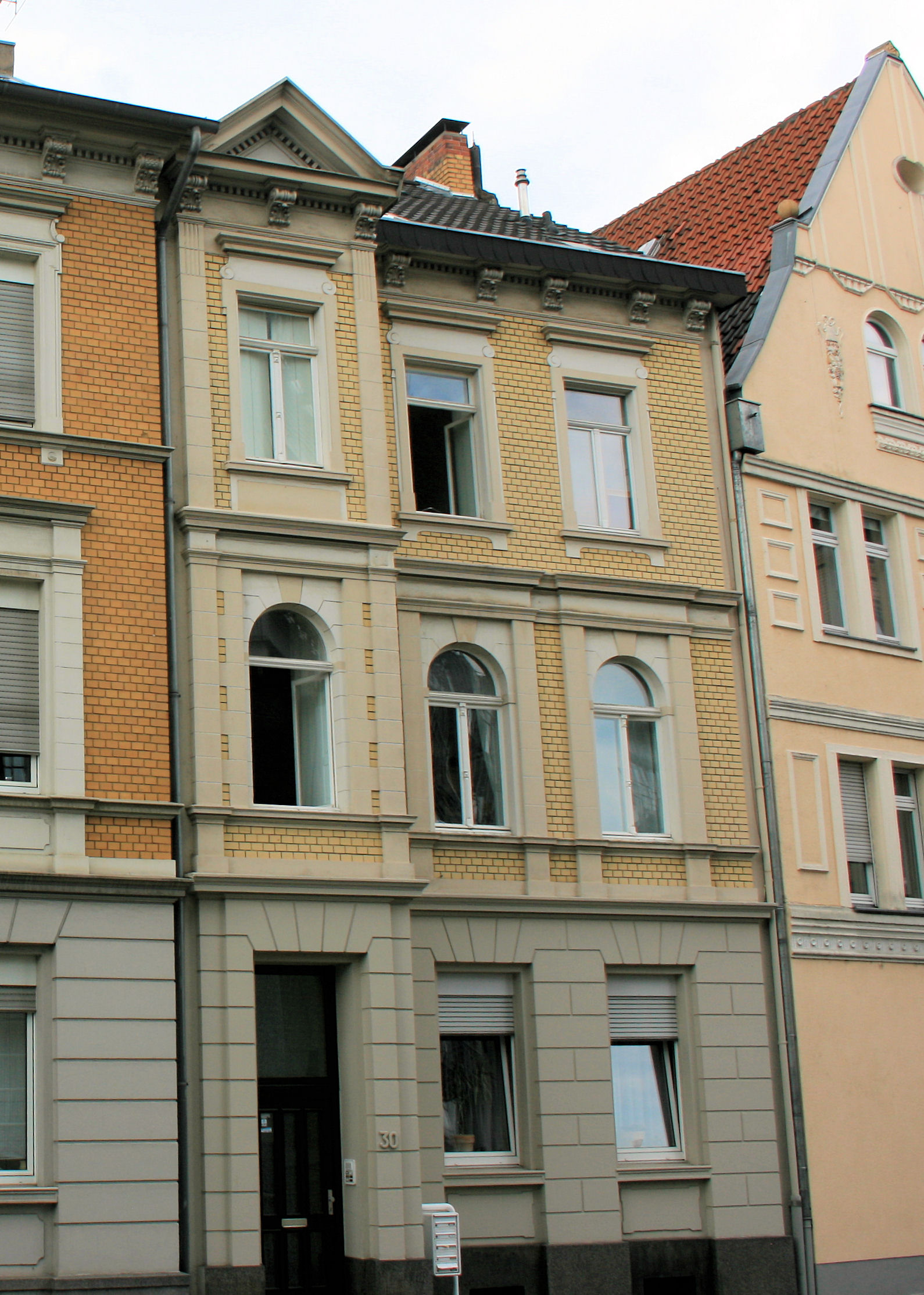
Haus Nr. 30
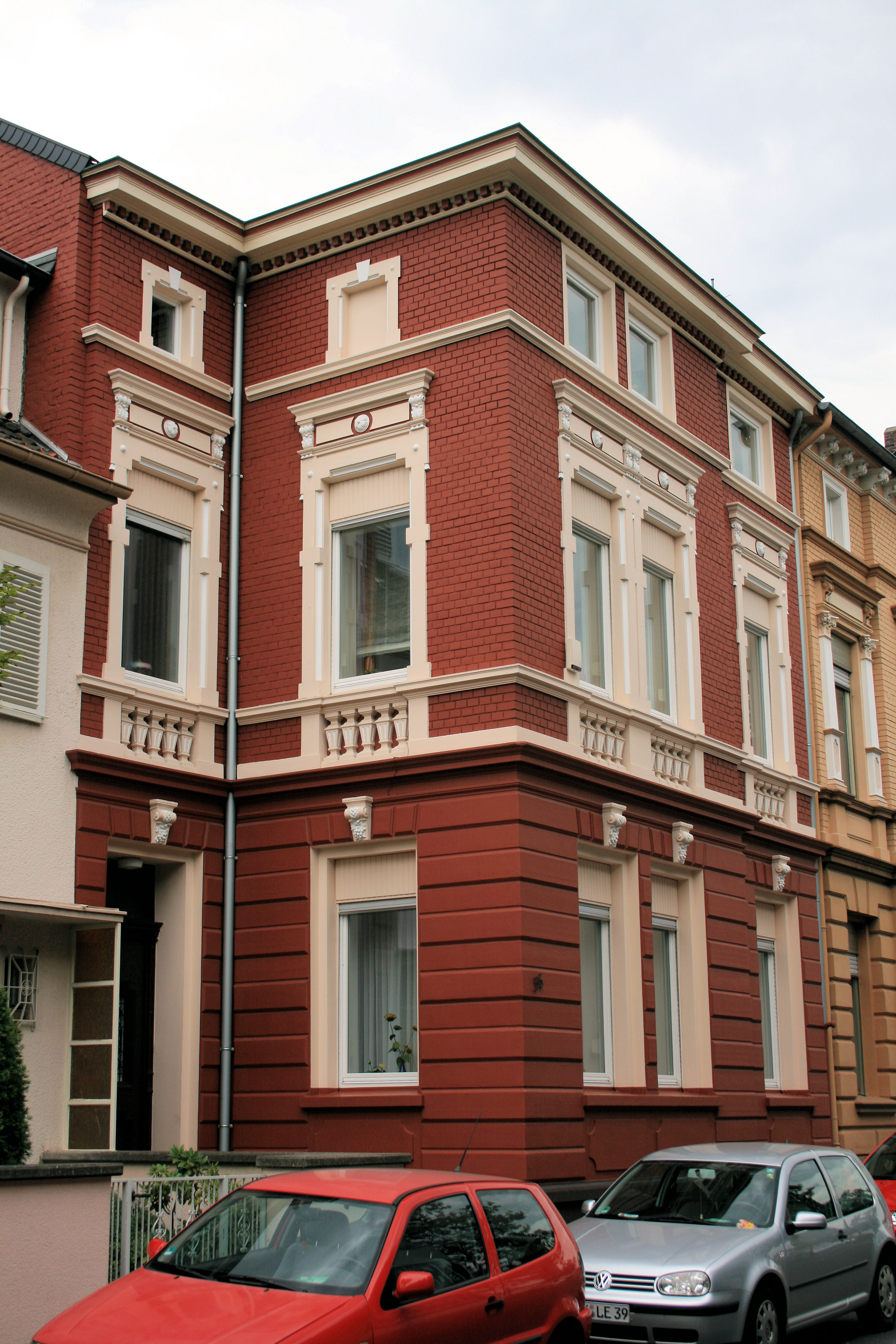
Haus Nr. 36
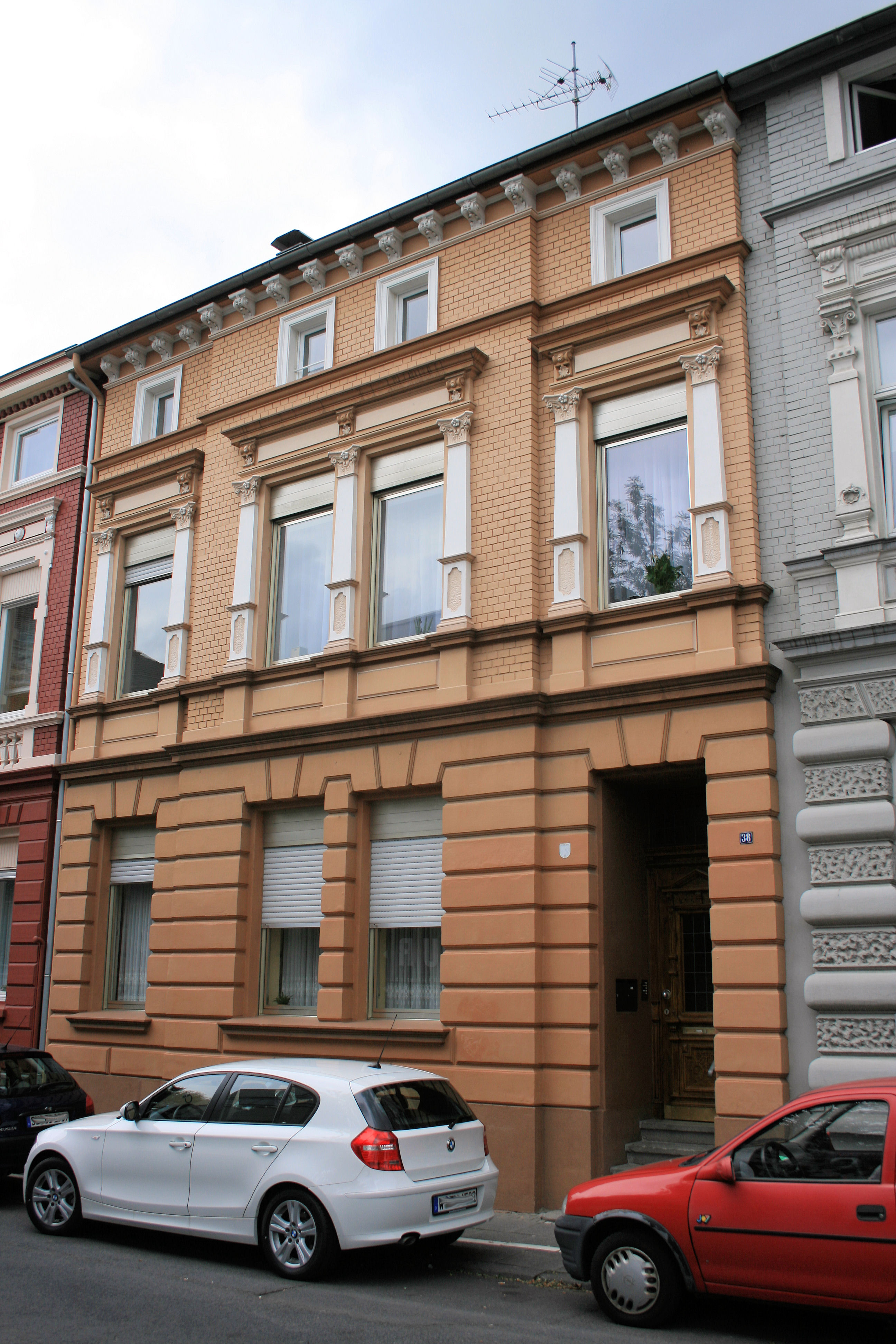
Haus Nr. 38
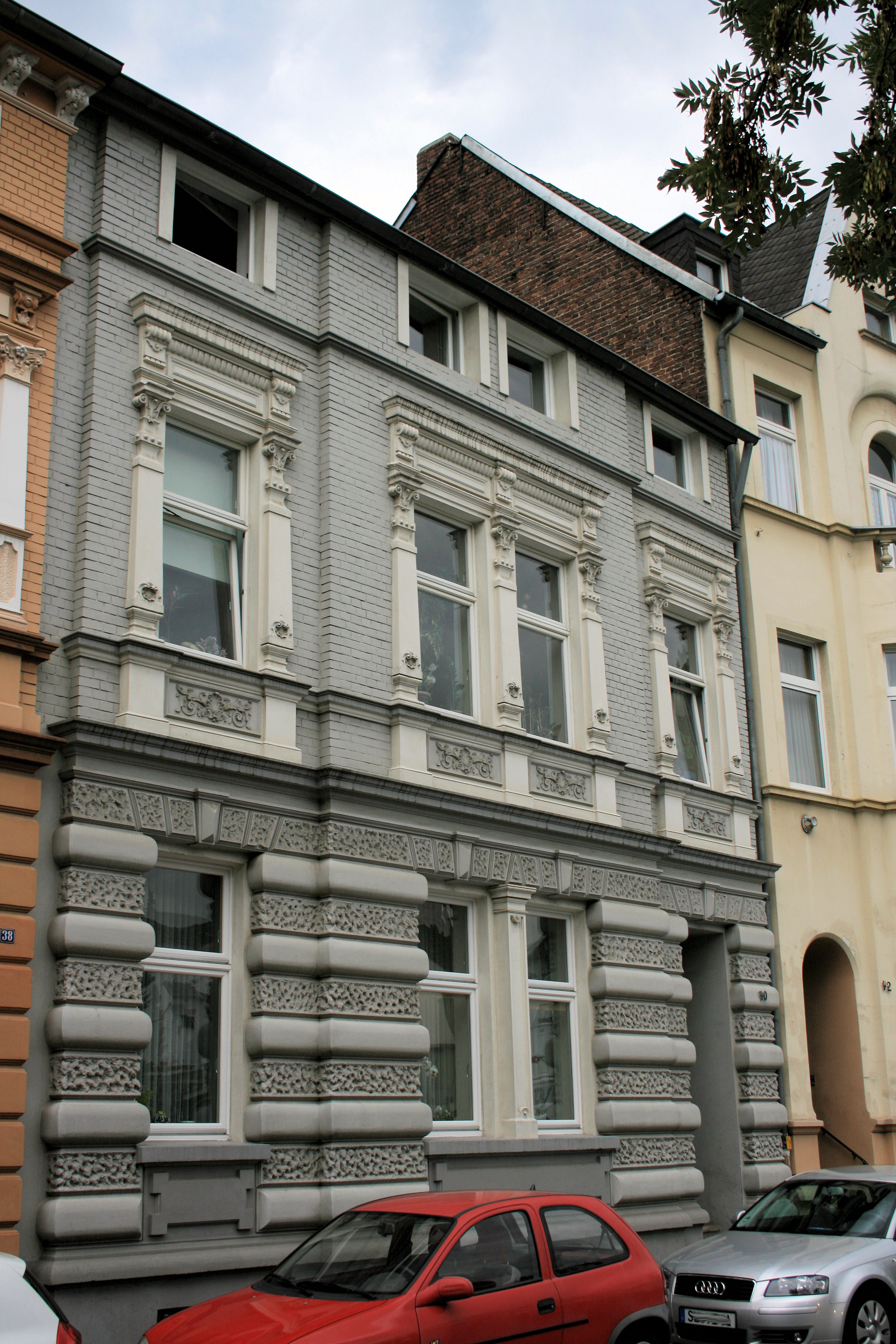
Haus Nr. 40
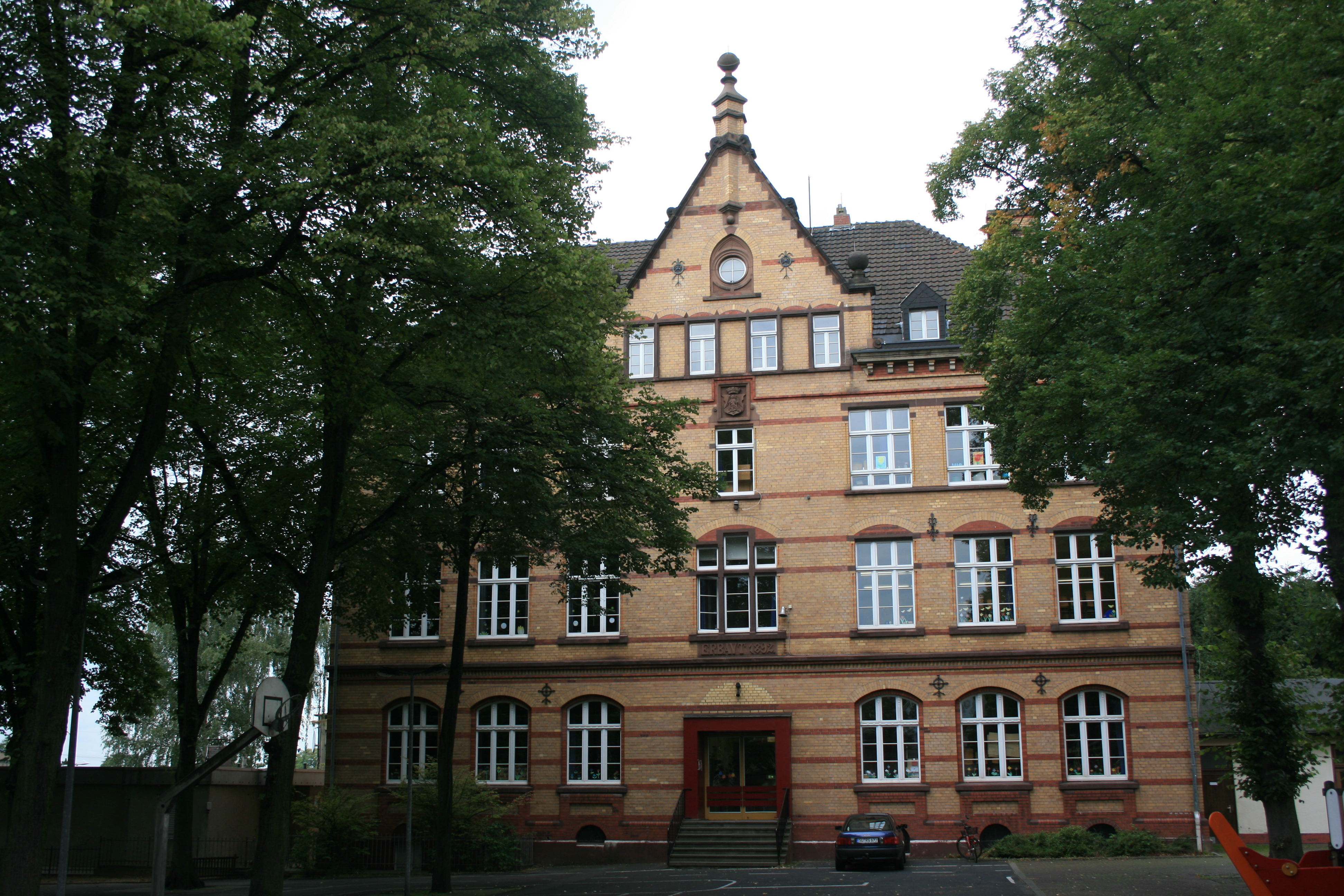
Grundschule